# عبدالطیف محمد
عبدالطیف محمد (به عربی: عبداللطيف محمد؛ زادهٔ ۸ دسامبر ۱۹۹۵) یک کشتی‌گیر فرنگی‌کار اهل مصر است. وی سابقه حضور در المپیک ۲۰۱۶ ریو، المپیک ۲۰۲۰ توکیو و المپیک ۲۰۲۴ پاریس را دارد.
از افتخارات وی می‌توان به کسب مدال برنز قهرمانی کشتی جهان ۲۰۲۳ اشاره کرد.

## فعالیت حرفه‌ای

### قهرمانی کشتی جهان ۲۰۲۳
عبدالطیف در وزن ۱۳۰ کیلوگرم کشتی فرنگی قهرمانی کشتی جهان ۲۰۲۳ بلگراد شرکت کرد، او در این مسابقات پائول مورالس از مکزیک را مغلوب کرد اما در مسابقه بعد به رضا کایالپ از ترکیه باخت و با توجه به حضور این کشتی‌گیر در فینال، به دیدار شانس مجدد رفت. او در مرحله شانس مجدد هیکی نابی از استونی را شکست داد و به دیدار رده‌بندی رسید. وی در این دیدار منگ لینگ‌ژی از چین را شکست داد و مدال برنز را به دست آورد.

### المپیک ۲۰۲۴ پاریس
عبدالطیف در وزن ۱۳۰ کیلوگرم کشتی فرنگی المپیک ۲۰۲۴ پاریس حاضر بود که در دور اول حمزه باکر از ترکیه را شکست داد اما در دور بعد از یاسمانی آکوستا از شیلی شکست خورد و با توجه به حضور این کشتی‌گیر در فینال، به دیدار شانس مجدد رفت. او در مرحله شانس مجدد کیریل میلوف از بلغارستان را شکست داد اما در دیدار رده‌بندی به منگ لینگ‌ژی از چین باخت و پنجم شد.